# Knorr
La Knorr è una storica azienda tedesca che produce alimentari, in particolare cibi "già pronti" e condimenti per pietanze. Dal 2000 fa parte della multinazionale Unilever.

## Storia

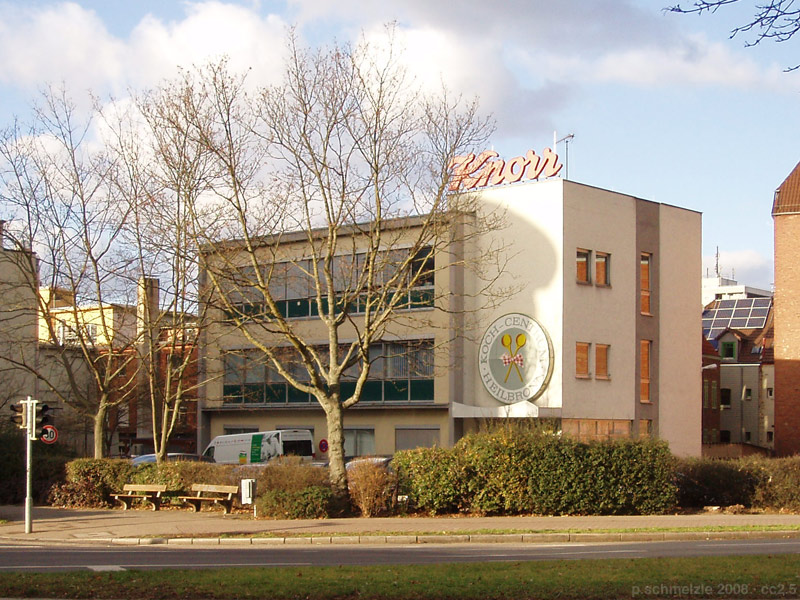
Il "Knorr Koch-Centrum" a Heilbronn

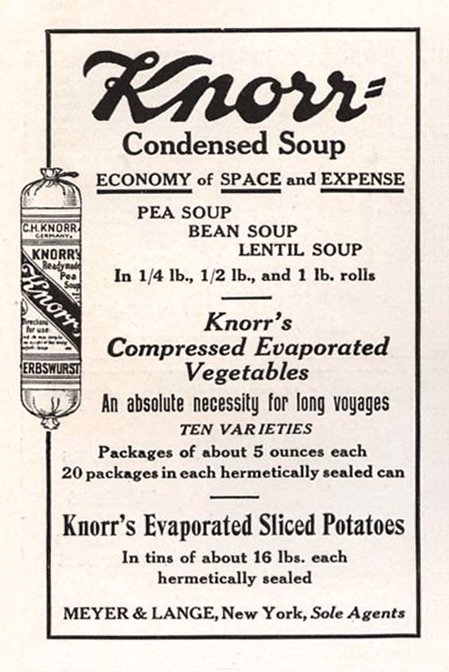
Knorr. Un annuncio pubblicitario americano del 1913 (Zuppa condensata, Verdure evaporate compresse, Patate a fette evaporate)

La Knorr viene fondata da Carl Heinrich Theodor Knorr nel 1838 a Heilbronn, una cittadina del sud-ovest della Germania, nei pressi di Stoccarda. 
Nasce come fabbrica per la lavorazione della cicoria destinata all'industria del caffè.
Successivamente, col progressivo sviluppo industriale, inizia a sperimentare la produzione di cibi veloci da preparare, ma comunque nutrienti e con un buon sapore, e destinati principalmente ai lavoratori delle fabbriche.
È da questa idea di partenza che si sviluppa la successiva produzione di zuppe disidratate in scatola. Tale produzione ha inizio di fatto nel 1873 e comincia ad espandersi a livello internazionale a partire dal 1885 (in Italia è presente dagli inizi del novecento). Negli anni a seguire la varietà di zuppe, e più in generale la linea di prodotti, si estende progressivamente.
Nel 1899 la Knorr diventa una Public company. Nel 1912 inizia la produzione del dado da cucina.
Nel secondo dopoguerra un'enorme produzione, che però tende ad andare a scapito della qualità, porta la Knorr in una cattiva condizione finanziaria. Il 1947 segna in tal senso un'inversione di rotta nelle politiche produttive, con la decisione di investire nella qualità, nella ricerca e nella realizzazione di prodotti dotati di prezzi concorrenziali. L'anno successivo viene così introdotto l'uso del glutammato monosodico nella preparazione delle zuppe, che ne migliora il sapore; si abbassano i tempi necessari per cucinare le pietanze "già pronte"; le vecchie scatole di cartone vengono sostituite con confezione ermetiche in alluminio.
Negli anni cinquanta viene raffinata la linea di prodotti, e alcuni di questi ottengono un significativo successo.
Nel 1958 la Knorr viene acquisita dalla CPC International (poi Best Foods).
Nei decenni successivi la produzione si evolve per far fronte alle esigenze del mercato pur rimanendo sostanzialmente nell'area dei piatti pronti.
Nell'ottobre del 2000 la Best Foods viene acquisita dalla Unilever, e con essa la Knorr. Al momento dell'acquisto la Knorr è diffusa in 87 Paesi del mondo e va a costituire uno dei più importanti marchi del gruppo Unilever.
Nel 2002 inizia la produzione di cibi surgelati.